# Leonard Harper

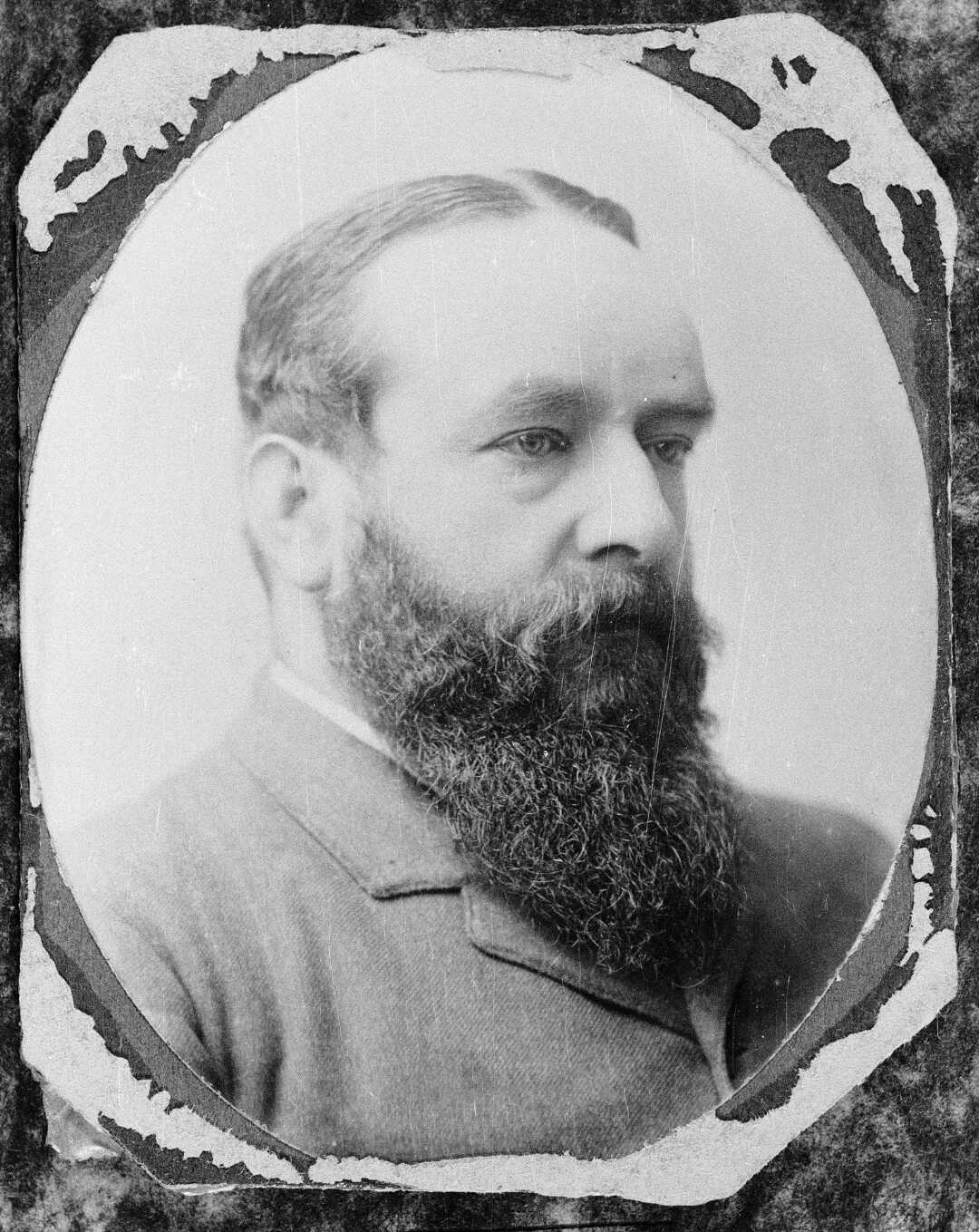
Leonard Harper in den 1890ern

Leonard Harper (geboren in Eton oder Stratfield Mortimer, England; gestorben 1915 auf Jersey, Kanalinseln) war ein neuseeländischer Politiker, Entdecker und Anwalt.

## Leben
Harper kam im englischen Eton oder Stratfield Mortimer als Sohn von Henry Harper zur Welt, wanderte jedoch nach Neuseeland aus, wie wenig später sowohl sein Vater als auch seine Schwester Emily Acland. Zum 28. Mai 1857 wurde er zum Mitarbeiter des Rats der Provinz Canterbury bestimmt. Er wurde Anwalt in der Firma Travers and Hanmer, wo er nach dem Rückzug von Travers 1866 und dem Tod Hanmers seinen Bruder George Harper einband und seit 1879 unter Harper and Harper firmierte.
1876 wurde er für den Wahlkreis Cheviot in das Repräsentantenhaus Neuseelands gewählt, trat jedoch 1877 ab. Von 1884 bis 1887 war er erneut dort vertreten, diesmal für den Wahlkreis Avon.
1891 erstand er das Anwesen Risingholme, verließ jedoch im Sommer des Jahres das Land. Hintergrund war die Misswirtschaft in seiner Firma, die 1892 bankrottging. Harper wollte sich auf diesem Weg seinen Gläubigern entziehen, denen er 200.000 Dollar schuldig war. 1895 wurde er in Deutschland gefasst und in Christchurch vor Gericht gestellt. Risingholme wurde wieder verkauft.
Harper überquerte 1857 als erster Europäer den 962 m hohen Harper Pass, der von Edward Dobson entdeckt wurde. Er wurde Harper zu Ehren benannt. Begleitet wurde er damals von Mr. Locke sowie drei Māori, die sie bis an die Westküste führten. Während Harper die Expedition selbst als „jungenhaftes Abenteuer“ betitelte, schrieb sein Sohn Arthur Paul Harper über 60 Jahre später der dreimonatigen Reise einige Bedeutung zu und verfasste einen Bericht für das New Zealand Alpine Journal.
1891 wurde Harper in Abwesenheit zum Präsidenten des neu gegründeten New Zealand Alpine Club gewählt. 1893 trat er von dem Amt zurück und wurde als Vizepräsident bestätigt.
Harper verbrachte seine letzten Jahre in England und auf Jersey, wo er trotz fortgeschrittenen Alters für das British Red Cross arbeitete. Er verstarb 1915 auf der Kanalinsel.